# Parhyale hawaiensis
Espèce
Parhyale hawaiensis est une espèce de crustacé détritivore, apparentée aux crevettes et aux crabes, que l’on peut retrouver sur les côtes tropicales. Cette espèce d’amphipode est considérée comme un organisme modèle chez les arthropodes dans les études sur le développement, la génétique et l'évolution.

## Classification scientifique
Cet amphipode est un Malacostracé comme les homards et les crabes. Les amphipodes se retrouvent dans presque tous les environnements marins connus ainsi que dans les écosystèmes terrestres très humides tels que les zones côtières. Les données récentes suggèrent des relations de parenté entre les insectes et les crustacés ; dans ce scénario, les insectes (Hexapoda) sont un groupe frère des Malacostracés et sont classés au sein d’un clade appelé Pancrustacea où les insectes représenteraient une branche terrestre de crustacés. La relation phylogénique des Hexapodes n'est toujours pas établie de nos jours. La place occupée par Parhyale hawaiensis dans la phylogénie en fait un organisme idéal pour étudier l’évolution des arthropodes.

## Habitat
P. hawaiensis est un crustacé détritivore vivant sur le littoral des régions tropicales. La distribution de cette espèce est caractéristique des eaux peu profondes des littoraux et des régions côtières. On peut retrouver de grosses populations d’individus de cette espèce sur les feuilles de mangrove en décomposition, un environnement soumis à des changements rapides de salinité et de température. P. hawaiensis est une espèce commune et répandue, pouvant se reproduire tout au long de l’année. Sa petite taille, sa capacité à tolérer et à s’adapter rapidement aux changements de température et de pression osmotique lui permettent de proliférer dans les cultures en laboratoire.

## Cycle de vie
Le cycle de vie étant rapide et facilement accessible à l’expérimentation, P. hawaiensis est un organisme très intéressant pour les recherches sur le développement et l'embryologie. Les femelles produisent des embryons toutes les deux semaines une fois leur maturité sexuelle atteinte. L'embryogenèse est relativement courte et dure environ dix jours à une température de 26 °C,.
Les stades de l’embryogenèse chez les arthropodes ont principalement deux formes : un stade « âge dépendant » ou un stade dit « évènement dépendant ». L'embryogenèse complète a été divisée en trente étapes distinctes par les équipes de Browne et al. ; en effet, les différents stades sont facilement identifiables chez les animaux vivants grâce à l’utilisation de marqueurs moléculaires. L’étape du clivage est très importante car elle permet la différenciation des cellules et permet de les orienter vers certains types cellulaires. Les clivages chez P. hawaiensis arrivent durant les cinq premiers pourcents du développement, établissant ainsi les premiers axes du développement embryonnaire,. Les animaux matures peuvent ensuite être utilisés dans des croisements afin de générer des lignées endogames (entre individu descendants du même parent). Les femelles couvent les embryons dans une poche ventrale. Les embryons peuvent être rapidement et facilement retirés de la poche et être maintenus dans l'eau de mer afin qu’ils puissent être collectés et éclore individuellement. En effet, les œufs fécondés peuvent être retirés des femelles avant leur premier clivage, c’est-à-dire le moment où les cellules peuvent se différencier en types cellulaires distincts. De plus, les œufs sont suffisamment grands pour qu'on puisse effectuer des micro-injections ou encore procéder à l’isolements des blastomères. La voie menant au clivage holoblastique précoce (segmentation totale de la totalité du volume de l'œuf) semble être une voie embryologique commune à la plupart des amphipodes.
D’autres caractéristiques de cette espèce en font un modèle particulièrement intéressant pour des analyses microscopiques détaillées in situ et l'utilisation de marqueurs moléculaires (fluorescence) dans des embryons vivants, grâce au fait que les embryons sont visuellement transparents. Les embryons sont également robustes et résistants aux variations rapides de température et de salinité, ce qui en fait un modèle particulièrement bien adapté aux conditions de vie en laboratoire.

## Phase d’accouplement détaillée
Les mâles saisissent et tiennent les femelles, plus petites, avec leurs deuxièmes appendices thoraciques (gnathopodes) jusqu'à l'accouplement. Les couples restent dans « l'amplexus pré-accouplement » jusqu'à ce que les femelles muent ; à ce moment, le mâle dépose le sperme dans les oviductes de la femelle et la libère. Avant que la nouvelle cuticule de la femelle ne durcisse, elle conserve ses œufs dans une poche de couvée ventrale à travers deux oviductes bilatéralement symétriques.
La grande diversité des arthropodes permet d’examiner la diversification au cours de l’évolution des modèles de développement, et donc les processus et évènements liés à ce développement au cours de la croissance d’un organisme vivant. Parhyale hawaiensis est un Malacostracé proche d’autres crustacés, tels que les crevettes, les crabes, les écrevisses et les homards. Cette espèce a été utilisée pour étudier la biologie du développement et l'évolution de la diversité morphologique à travers des recherches menées sur les gènes Hox par exemple. Au sein des Malacostracés, en particulier les Amphipodes et les Isopodes, ces espèces sont supposées être capables de digérer la lignocellulose et avoir des systèmes digestifs sans microbiotes permettant ainsi de se nourrir de débris végétaux dans des habitats et milieux de vie aquatiques. Les clones BAC[Quoi ?] contenant des gènes intéressants sont ciblés pour le séquençage. Une base de données facilite également la découverte de gènes du développement supplémentaires, élargissant la compréhension des modèles de développement influençant la forme du corps chez les crustacés. Le génome complet est estimé 3,6 milliards de bases soit 3,6 Gb. Les analyses bioinformatiques comparatives suggèrent que l'expansion des séquences répétitives et l'augmentation de la taille des gènes due à une augmentation de la taille des introns, auraient contribué à la grande taille du génome. Le sang des arthropodes (hémolymphe) contient de l'hémocyanine (protéine liant le cuivre), impliquée dans le transport de l'oxygène ainsi que des cellules sanguines, appelées hémocytes, qui permettent, entre autres, la phagocytose de type « cis » des pathogènes rencontrés. De plus cette phagocytose (par les hémocytes) est facilitée par la famille de gènes codant des protéines contenant du thioester (TEP). Le séquençage dirigé du génome par Kao et ses collaborateurs a permis de générer des données importantes sur la régulation de la phagocytose de type « cis » et ainsi d’en apprendre plus sur le système immunitaire de cette espèce. Mieux comprendre l’immunité de Parhyale permet de mieux gérer certains enjeux rencontrés dans l’aquaculture des crustacés.

## Recherche en génétique
La génétique et la biologie développementale sont des domaines ayant beaucoup avancé depuis les années 1960. C'est en grande partie grâce à des organismes qui ont servi de modèle tels que Drosophila melanogaster et Caenorhabditis elegans. On peut citer les fameux travaux de Goldschmitt sur les mutations homéotiques des drosophiles. Le crustacé amphipode Parhyale hawaiensis est très facile à manipuler expérimentalement et croît facilement en laboratoire. Un des aspects importants est le grand nombre d'embryons produits, disponibles tout au long de l'année (pas de saison de reproduction). Un système de stadification détaillé a été développé pour caractériser l'ensemble des différents stades de l’embryogenèse,. De plus, cette espèce présente une diversité remarquable d'appendices et possède la capacité de régénérer des membres post-embryonnaires. De plus, son génome semble également illustrer certains mécanismes cellulaires importants tels que la différenciation cellulaire, le développement du système nerveux, la morphogenèse et la régénération des organes. Diverses méthodes ont été utilisées afin d’étudier son génome ; des protocoles pour l’isolation et la fixation des différents stades embryonnaires, des hybridations in situ pour étudier la localisation de l'ARNm et l’immunohistochimie pour étudier la localisation des protéines. Les knock-down (en) ciblés de certaines fonctions de gènes sont possibles en utilisant des méthodes avec des ARNi (ARN interférent), afin de pouvoir étudier les fonctions précises et le rôle de certains gènes. Les embryons précoces présentent une lignée cellulaire qui ne varient pas au sein des blastomères, ce stade « à huit cellules » étant très important car contribuant à former une couche germinale spécifique au sein de l’embryon.
Des composantes communes à toutes les voies de signalisation chez les métazoaires sont conservées chez le Parhyale. Le gène Wnt, aussi appelé wingless est un gène impliqué dans la morphogenèse.  Au moins treize sous-familles du gène Wnt peuvent être retrouvées chez les ancêtres cnidaires (organismes bilatériens). Le gène Wnt3 a été perdu chez les protostomes qui conservent les douze autres gènes Wnt. Certains groupes, tels les ecdysozoaires, ont subi une perte significative de gènes Wnt, par exemple C. elegans qui n'a que cinq gènes Wnt. D’autres groupes, tels les Hexapodes (insectes), ont au maximum neuf gènes Wnt présents avec les gènes wnt2 et wnt4 potentiellement perdus dans cet embranchement. Le génome de Parhyale, quant à lui, code six des treize sous-familles de Wnt. C’est une des nombreuses preuves ayant conduit à la remise en question de la classification traditionnelle, ce qui amène à considérer les malacostracés comme un groupe frère des Hexapodes, les regroupant au sein d’un même clade appelé Pancrustacea. 
Le génome de Parhyale contient 126 gènes contenant un homéodomaine, ce qui est plus élevé que chez les autres arthropodes (104 gènes chez D. melanogaster, 93 gènes chez Apis mellifera et 113 gènes chez Strigamia maritima). Kao et ses collaborateurs, ont identifié une protéine spécifique dans le génome de Parhyale codant une protéine appelé céramide synthase. Cette classe de protéines homéotiques comprend des membres ayant des homéodomaines différents tels que des domaines Hox pouvant jouer un rôle important pour la transcription de certain facteur de développement essentiels à l'organisme considéré. Parmi les Métazoaires, la recherche sur la capacité à dépolymériser la biomasse végétale en catabolites plus simple est en grande partie limitée aux espèces terrestres telles que les ruminants, les termites et les coléoptères. Ces animaux s'appuient normalement sur une association mutualiste avec des endosymbiotes microbiens qui fournissent des enzymes cellulolytiques appelé glycosyl hydrolases (GHs). Le génome de P. hawaiensis semble coder les enzymes glycosyl hydrolases nécessaires pour la digestion de la lignocellulose (woodeating). Cela permettrait à Parhyale de se nourrir de débris de végétaux dans des milieux aquatiques tout en se passant de relations symbiotiques. Au cours de l’évolution, le génome des organismes marins, lesquels dégradent par eux-mêmes la lignocellulose, semble avoir évolué de telle manière que les enzymes cellulolytiques son présentes dès la naissance de l’individu,. Aucun gène PGRP (peptidoglycan recognition proteins) n’est présent dans le génome de Parhyale. Les PGRP sont des protéines impliquées dans la reconnaissance de certains peptidoglycanes nécessaire au bon fonctionnement de la signalisation entre cellules[Quoi ?]. Les gènes PGRP sont également absents chez d’autres groupes tels que les Branchiopoda, les Copepoda et Malacostracea, suggérant de possibles relations phylogénétiques entre ces groupes. En l'absence de PGRP, l'écrevisse d'eau douce, Pacifastacus leniusculus, code un peptidoglycane et des protéases à sérine de type Lysine, SPH1 et SPH2, qui forment un complexe appelé LGBP (Lipopolysaccharide and β-1,3-glucan-binding protein) pendant la réponse immunitaire. Chez Parhyale, un seul gène LGBP et deux protéases à sérines avec des séquence très similaire aux séquences de SPH1 / 2 retrouvées chez Pacifastacus, suggérant un mécanisme compensatoire pour les PGRP perdus chez ces organismes marins.[pas clair] En effet, ces crustacés vont coder d’autres protéines afin de contourner ou compenser la perte de certaines fonctions.

## Application concrète
Le système immunitaire de Parhyale semble être un exemple représentatif du clade des malacostracés. Malgré les implications évolutives ainsi que la caractérisation des stratégies utilisées par les arthropodes pour se défendre contre les pathogènes, une compréhension mécaniste[Quoi ?] plus profonde du système immunitaire de Parhyale permettrait de développer des espèces résistantes aux infections. En effet, de grosses pertes de production sont causées par de graves épidémies. Les connaissances acquises grâce, notamment, à une meilleure compréhension de leur immunité innée pourraient contribuer à améliorer la durabilité des aquacultures afin d’éviter les contaminations et de mieux combattre les épidémies dans les élevages de crevettes. Parhyale est considéré comme un Isopode Limonoïde, son génome code et exprime toutes les enzymes nécessaires à la digestion de la lignocellulose, montrant que cet organisme est capable de « digérer le bois » par lui-même, sans partenaires microbiens symbiotiques, pour convertir la lignocellulose en métabolites plus simples. Cette caractéristique des Parhyale présente un fort potentiel biotechnologique à exploiter, en particulier pour la production de biocarburants. Comprendre comment Parhyale digère la matière végétale pourrait faire progresser l'industrie des biocarburants vers une production durable et efficace d'énergie verte.